# Ordinary Angels
Pour plus de détails, voir Fiche technique et Distribution.
Ordinary Angels est un film américain réalisé par Jon Gunn et sorti en 2024. Il s’agit d'une adaptation d’événements réels survenus pendant la vague de froid nord-américaine de 1994.

## Synopsis
Sharon Steven, une coiffeuse de Louisville (Kentucky), est touchée par le récit de Michelle Schmitt, une petite fille de cinq ans qui vient de perdre sa mère et a besoin d’une greffe du foie. Elle décide d’aller offrir son aide à la famille et de les aider à trouver une façon de payer les factures croissantes de l’hôpital.

## Fiche technique
Sauf indication contraire, les informations mentionnées dans cette section peuvent être confirmées par la base de données cinématographiques IMDb,  présente dans la section « Liens externes ».
- Titre original : Ordinary Angels
- Réalisation : Jon Gunn
- Scénario : Meg Tilly et Kelly Fremon Craig
- Musique : Brent McCorkle
- Production : Josh Walsh, Luke Smallbone, Justin Tolley, Joel Smallbone
- Société de production : Kingdom Story Company
- Sociétés de distribution : Lionsgate
- Pays de production :  États-Unis
- Langue originale : anglais
- Format : couleur
- Genres : biographie, drame
- Dates de sortie : 
  - États-Unis : 23 février 2024
  - France : 23 juin 2024 en VOD

## Distribution
- Hilary Swank : Sharon
- Alan Ritchson : Ed
- Emily Mitchell : Michelle
- Skywalker Hughes : Ashley
- Nancy Travis : Barbara
- Tamala Jones : Rose
- Drew Powell : Pasteur Dave
- Nancy Sorel : Virginia
- Amy Acker : Theresa

## Scénario
Le film relate l’appel des stations de radio de Louisville à venir déneiger le parking de l'église chrétienne de Southeast pour qu'un hélicoptère puisse atterrir et amener Michelle à l’aéroport.

## Accueil

### Box-office
Le film récolte 20,4 millions de dollars au box-office mondial, pour un budget de 12 millions de dollars.

### Critiques
Sur Metacritic, le film a obtenu une moyenne de 57 sur 100 de la presse . Sur Rotten Tomatoes, le film a obtenu une moyenne de 84% de la presse et de 99% de l’audience.